# Чвабиани
Чвабиани (груз. ჩვაბიანი) — село в Грузии, на территории Местийского муниципалитета края (мхаре) Самегрело-Верхняя Сванетия.

## География
Село находится в северо-западной части Грузии, на левом берегу реки Мулхура (правый приток реки Ингури), на расстоянии приблизительно 8 километров (по прямой) к востоку от посёлка городского типа Местиа, административного центра муниципалитета. Абсолютная высота — 1630 метров над уровнем моря.

## Население
По результатам официальной переписи населения 2014 года в Чвабиани проживало 111 человек (56 мужчин и 55 женщин). В национальной структуре населения грузины составляли 100 %.
| Год  | Население, человек |
| ---- | ------------------ |
| 2002 | 194                |
| 2014 | ↘ 111              |